# Жар-птица (проект Полисского)
«Жар-пти́ца» — художественный объект из чугуна, созданный Николаем Полисским с Никола-Ленивецкими промыслами (основной соавтор — Владимир Стребень) в деревне Никола-Ленивец в рамках фестиваля «Архстояние» в 2008 году. В настоящее время находится на территории Парка «Никола-Ленивец».